# Kunstjahr 1764
Liste der Kunstjahre

◄ | 1760 | 1761 | 1762 | 1763 | Kunstjahr 1764 | 1765 | 1766 | 1767 | 1768 | ► | ►►

Weitere Ereignisse
Dieser Artikel behandelt das Kunstjahr 1764.

## Ereignisse

### Architektur
- 6. September: König Ludwig XV. legt den Grundstein für das Panthéon in Paris. Architekt des Gebäudes ist der weitgehend unbekannte Jacques-Germain Soufflot. Die Bauarbeiten dauern bis 1790.

### Graphik

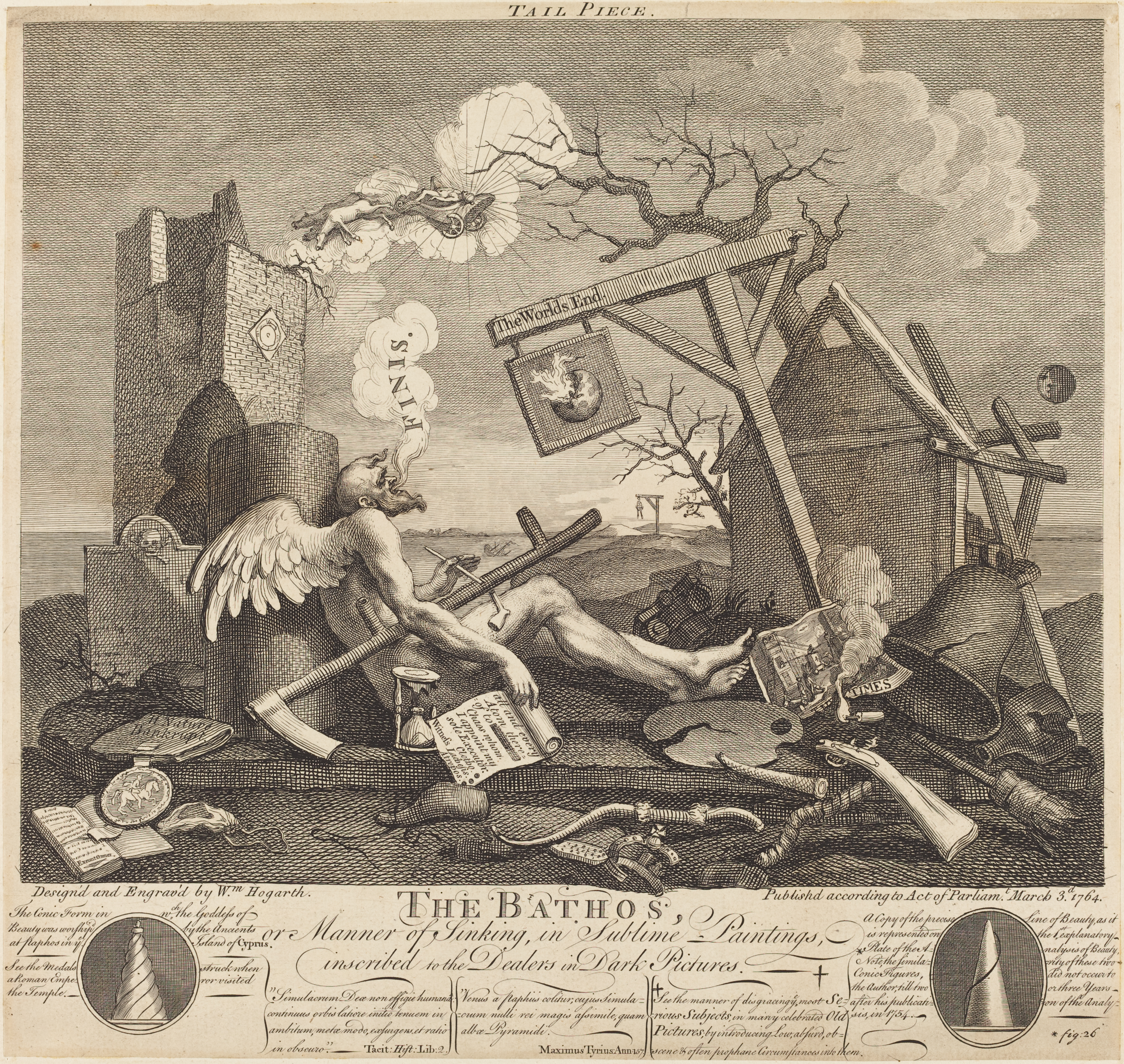
Hogarth’s The Bathos

- William Hogarth vollendet vor seinem Tod unter dem Eindruck des Siebenjährigen Krieges sein letztes, von Pessimismus getragenes Werk The Tailpiece or The Bathos.

### Malerei

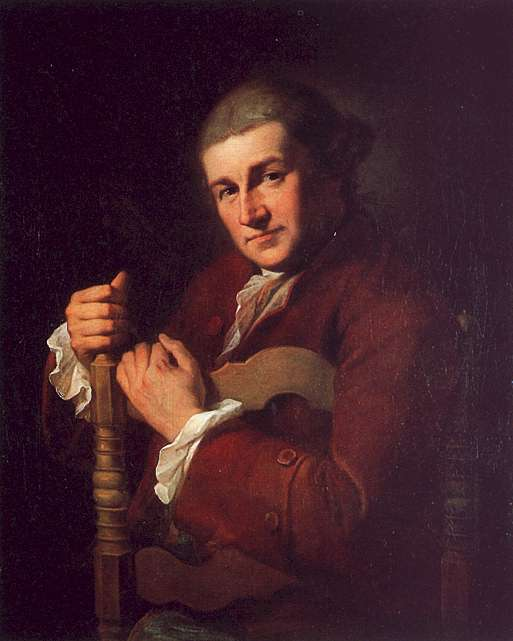
Bildnis David Garrick

- 13. Februar: Adam Friedrich Oeser wird zum kurfürstlich-sächsischen Hofmaler ernannt.
- Angelika Kauffmann malt das Bildnis Johann Joachim Winckelmann. Das Porträt, das den Archäologen Johann Joachim Winckelmann zeigt, macht die Malerin mit einem Schlag bekannt. Das Werk wird in der Folge gestochen und in hoher Auflage verbreitet. Im gleichen Jahr entsteht auch das Bildnis David Garrick.

### Ausstellungen und Museen
- Zarin Katharina II. von Russland kauft in Europa 250 Gemälde und begründet damit das heutige Eremitage-Museum in Sankt Petersburg.

### Lehre und Forschung

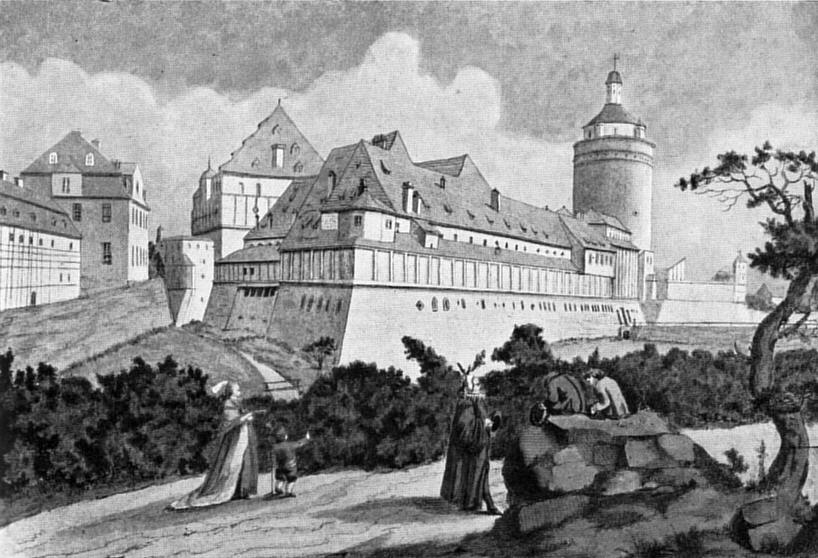
Kupferstich der Pleißenburg in Leipzig, in ihren Räumen befand sich die 1764 gegründete Kunstakademie

- 6. Februar: Prinz Franz Xaver von Sachsen gründet als Administrator für seinen Neffen, den noch unmündigen Kurfürsten von Sachsen Friedrich August III. die Zeichnungs-, Mahlerey- und Architektur-Academie zu Leipzig. Als Gründungsdirektor wird der Maler Adam Friedrich Oeser berufen. Aus der Akademie entwickeln sich in den nächsten Jahrhunderten die Hochschule für Grafik und Buchkunst Leipzig und die Hochschule für Technik, Wirtschaft und Kultur Leipzig. Im gleichen Jahr wird auch die noch von dem im Vorjahr verstorbenen Kurfürsten Friedrich Christian beauftragte Allgemeine Kunst-Akademie der Malerei, Bildhauer-Kunst, Kupferstecher- und Baukunst in Dresden gegründet. Erster Direktor wird der Franzose Charles Hutin. Die Akademie ist Nachfolgeeinrichtung der 1680 gestifteten ersten Zeichen- und Malerschule. Sie gehört damit zu den ältesten Kunstakademien im deutschsprachigen Raum.
- Johann Joachim Winckelmann gibt die Geschichte der Kunst des Altertums in zwei Bänden heraus.
- Die 1757 von Iwan Iwanowitsch Schuwalow gegründete Russische Kunstakademie wird im Auftrag Katharinas II. in Kaiserliche Kunstakademie umbenannt und erhält ein neues Gebäude, dessen Bau bis 1789 in Anspruch nimmt.

## Geboren

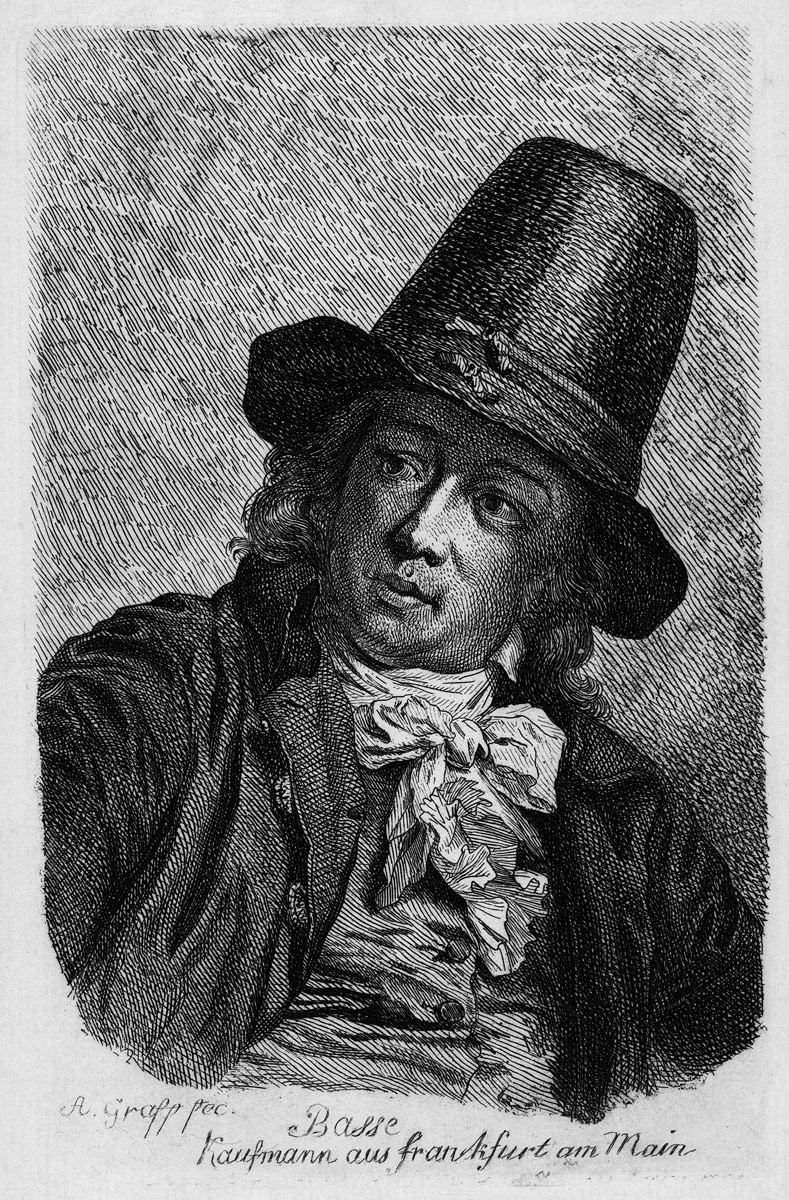
Detmar Basse, Kupferstich

- 13. Januar: Johann Marcus David, deutscher Maler († 1815)
- 01. April: Barbara Krafft, österreichische Malerin († 1825)
- 01. April: Johann Evangelist Reiter, deutscher katholischer Pfarrer, Geometer, Freskenmaler, Bildhauer, Steinmetz, Musiker, Architekt und Schriftsteller († 1835)
- 06. April: Detmar Basse, deutscher Unternehmer, Diplomat und Kunstsammler († 1836)
- 14. April: Firmin Didot, französischer Typograph und Schriftsteller († 1836)
- 20. April: Rudolph Ackermann, deutsch-britischer Buchhändler, Lithograf, Verleger und Unternehmer († 1834)
- 26. April: Joseph Ramée, französischer Architekt, Landschaftsgestalter und Innenausstatter († 1842)
- 01. Mai: Benjamin Latrobe, amerikanischer Architekt († 1820)
- 11. Mai: Veit Hanns Schnorr von Carolsfeld, deutscher Maler († 1841)
- 20. Mai: Johann Gottfried Schadow, preußischer Bildhauer und Grafiker († 1850)
- 15. Juni: Zygmunt Vogel, polnischer Maler, Zeichner und Pädagoge († 1826)
- 19. Juni: Johann Karl Krafft, österreichisch-französischer Architekt und Kupferstecher († 1833)
- 27. Juni: Pawel Petrowitsch Sokolow, russischer Bildhauer des Klassizismus († 1835)
- 12. Juli: Charles Thévenin, französischer Maler des Neoklassizismus († 1838)
- 22. August: Josef Abel, österreichischer Maler († 1818)
- 22. August: Charles Percier, französischer Architekt und Raumausstatter († 1838)
- 05. Oktober: Friedrich Christian Reinermann, deutscher Landschaftsmaler und Radierer († 1835)
- 19. Oktober: Johann Christoph Rincklake, deutscher Maler († 1813)
- 30. November: Abraham Girardet, Schweizer Kupferstecher und Zeichner († 1823)
- 03. Dezember: Friedrich Wilhelm Facius, deutscher Erfinder, Gemmenschneider, Graveur und Medailleur († 1843)
- 15. Dezember: Johann Christian Ruhl, hessischer Bildhauer, Illustrator und Architekt († 1842)

## Gestorben

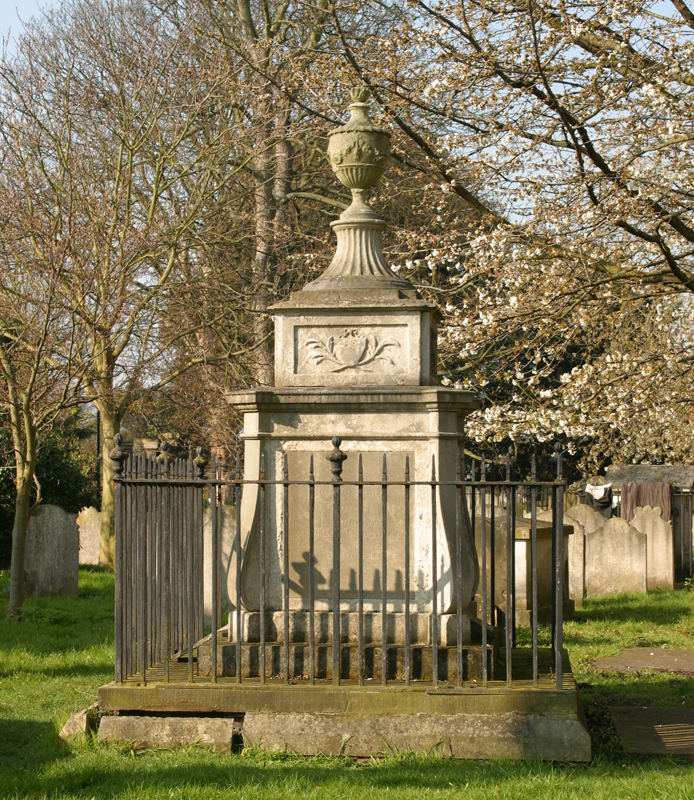
William Hogarths Grabstein

- 10. Februar: Antonio Giuseppe Bossi, Würzburger Hofstuckateur (* 1699)
- 09. April: Marco Benefial, italienischer Maler des Klassizismus (* 1684)
- 03. Mai: Francesco Algarotti, italienischer Schriftsteller, Kunstkritiker  und Kunsthändler (* 1712)
- 16. Mai: Anton Landes, bayerischer Stuckateur des Rokoko (* 1712)
- 20. Juli: Peter van Bleeck, niederländischer Portraitmaler und Graveur (* 1697)
- 02. August: Balthasar Riepp, bayerisch-österreichischer Maler (* 1703)
- 07. August: Franz Christoph Nagel, deutscher Baumeister des Barock (* 1699)
- 01. September: Sebastiano Conca, italienischer Maler des Spätbarock (* 1680)
- 13. September: Giovanni Domenico Barbieri, Graubündner Baumeister des Barock (* 1704)
- 26. Oktober: William Hogarth, britischer Maler und Kupferstecher (* 1697)
- 12. oder 15. November: Ignaz Anton Gunetzrhainer, deutscher Baumeister (* 1698)
- 26. Dezember: Ismael Mengs, sächsischer Miniatur- und Emaillemaler (* 1688)

- Gabriel Steinböck, kaiserlicher Hof-Steinmetzmeister (* 1705)